# Куяльницько-Хаджибейський пересип
Куяльницько-Хаджибейський пересип — піщаний пересип, який відділяє від Чорного моря лимани Куяльницький і Хаджибейський. Завширшки близько 4,5 км. Знаходиться в межах міста Одеси, на пересипі розташований промисловий район міста — Пересип.
Як елемент ландшафту пересип утворився ще у 15 столітті, а починаючи з 1709 року тут вже існувало кілька козацьких поселень.